# أريل هولمز
أريل هولمز (بالإنجليزية: Arielle Holmes)‏ هي ممثلة أمريكية، ولدت في 17 سبتمبر 1993 في الولايات المتحدة.

## وصلات خارجية
- أريل هولمز على موقع IMDb (الإنجليزية)
- أريل هولمز على موقع ألو سيني (الفرنسية)
- أريل هولمز على موقع قاعدة بيانات الفيلم (الإنجليزية)